# Kotzenbach (Waldnaab)
Der Kotzenbach ist ein linker Nebenfluss der Waldnaab im Landkreis Neustadt an der Waldnaab.

## Flussverlauf
Der Kotzenbach entspringt am Südrand von Walpersreuth.
Er fließt nach Südwesten, teilweise verrohrt, am Fuß des Bühl und der Höhe auf deren Westseite entlang.
Westlich der Ortschaft Kotzenbach schwenkt er nach Westen.
Von rechts und Norden nimmt der Kotzenbach den Irlohbach auf.
Dann fließt er am Südrand der Ortschaft Kotzenbach entlang und mündet 600 m weiter westlich in die Waldnaab.

## Nebenflüsse
Der Kotzenbach hat außer einem unbenannten Bächlein von links nur den Irlohbach als rechten Nebenfluss.